# جمعیت‌شناسی کانادا
این مقاله در مورد ویژگی‌های جمعیت‌شناختی مردم ساکن کشور کانادا، از جمله تراکم جمعیت، قومیت، مذهب و دیگر جنبه‌های جمعیت کانادا است.

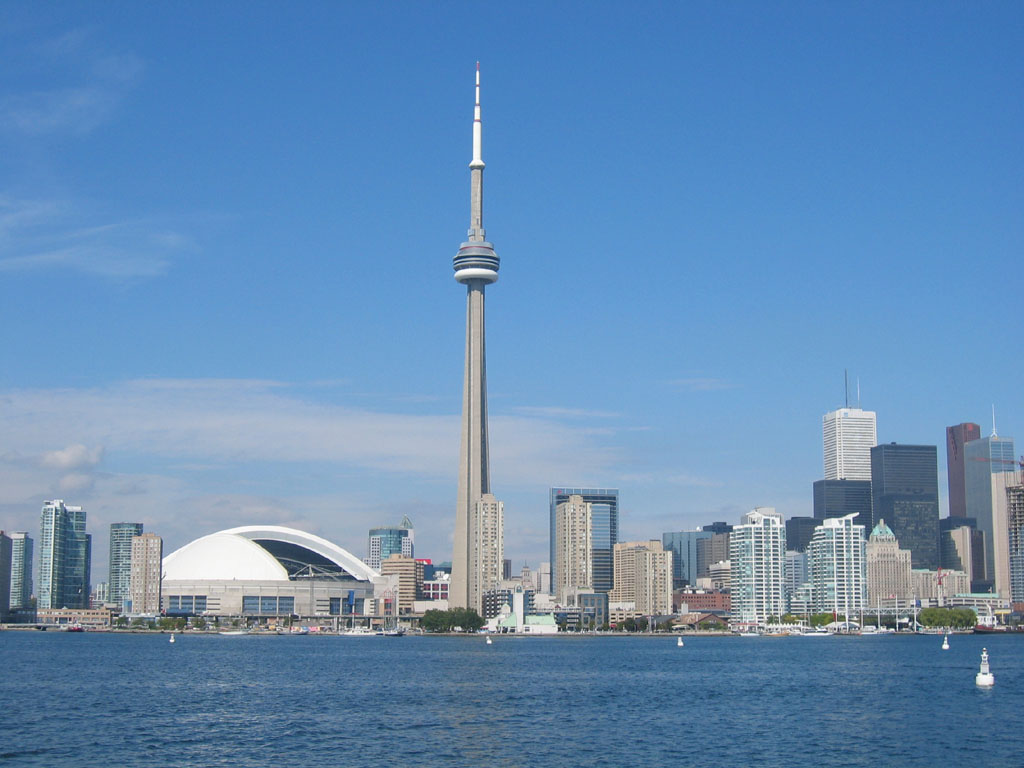
تورنتو، اونتاریو یکی از شهرهایی است که چند فرهنگه بودن در آنجا بیشتر از جاهای دیگر در دنیا به چشم می‌خورد.

## جمعیت
طبق سرشماری ملی سال ۲۰۰۱ جمعیت این کشور، ۳۰٬۰۰۷٬۰۹۴ نفر بوده‌است و طبق برآورد ادارهٔ آمار کانادا در سال ۲۰۱۱ به ۳۴٬۳۴۲٬۷۸۰ میلیون نفر رسیده‌است.
دلیل رشد جمعیت این کشور بیشتر مربوط به مهاجرت افراد از دیگر کشورها و تاحدی هم مربوط به رشد طبیعی جمعیت خود کشور است. در حدود ¾ جمعیت کانادا در ۱۶۰ کیلومتری مرز ایالات متحده آمریکا زندگی می‌کنند. تقریباً همین مقدار جمعیت هم در مناطق شهری، در داخل دالان کبک سیتی-ویندزور، گلدن هورس‌شو، مونترال و منطقهٔ پایتخت – اتاوا، مناطق ونکوور و اطراف و منطقهٔ دالان کلگری-ادمونتون در آلبرتا، ساکن هستند.

### استان‌ها و قلمروها
تراکم جمعیت در استان‌ها و مناطق کانادا به این ترتیب است:
| استان یا منطقه        | جمعیت      | درصد   | مساحت کل (کیلومتر مربع) | تراکم (نفر بر کیلومتر مربع) | تعداد کرسی در پارلمان | جمعیت برای هر کرسی |
| --------------------- | ---------- | ------ | ----------------------- | --------------------------- | --------------------- | ------------------ |
| انتاریو               | ۱۲٬۸۵۱٬۸۲۱ | ۳۸٫۳۹٪ | ۱٬۰۷۶٬۳۹۵               | ۱۲٫۱۹                       | ۱۲۱                   | ۱۰۶٬۲۱۳            |
| کِبـِک                  | ۷٬۹۰۳٬۰۰۱  | ۲۳٫۶۱٪ | ۱٬۳۶۵٬۱۲۸               | ۵٫۷۶                        | ۷۸                    | ۱۰۱٬۳۲۱            |
| بریتیش کلمبیا         | ۴٬۴۰۰٬۰۵۷  | ۱۳٫۱۴٪ | ۹۲۵٬۱۸۶                 | ۴٫۸۴                        | ۴۲                    | ۱۰۴٬۷۶۳            |
| آلبرتا                | ۳٬۶۴۵٬۲۵۷  | ۱۰٫۸۹٪ | ۶۴۲٬۳۱۷                 | ۵٫۷۷                        | ۳۴                    | ۱۰۷٬۲۱۳            |
| منیتوبا               | ۱٬۲۰۸٬۲۶۸  | ۳٫۶۱٪  | ۵۵۳٬۵۵۶                 | ۲٫۲۲                        | ۱۴                    | ۸۶٬۳۰۵             |
| سسکچوان               | ۱٬۰۳۳٬۳۸۱  | ۳٫۰۹٪  | ۵۹۱٬۶۷۰                 | ۱٫۷۵                        | ۱۴                    | ۷۳٬۸۱۳             |
| نوا اسکوشیا           | ۹۲۱٬۷۲۷    | ۲٫۷۵٪  | ۵۳٬۳۳۸                  | ۱۷٫۶۳                       | ۱۱                    | ۸۳٬۷۹۳             |
| نیوبرانزویک           | ۷۵۱٬۱۷۱    | ۲٫۲۴٪  | ۷۱٬۴۵۰                  | ۱۰٫۵۰                       | ۱۰                    | ۷۵٬۱۱۷             |
| نیوفاندلند و لابرادور | ۵۱۴٬۵۳۶    | ۱٫۵۴٪  | ۳۷۳٬۸۷۲                 | ۱٫۳۶                        | ۷                     | ۷۳٬۵۰۵             |
| پرینس ادوارد آیلند    | ۱۴۰٬۲۰۴    | ۰٫۴۲٪  | ۵٬۶۶۰                   | ۲۴٫۹۸                       | ۴                     | ۳۵٬۰۵۱             |
| نواحی شمال غرب        | ۴۱٬۴۶۲     | ۰٫۱۲٪  | ۱٬۱۸۳٬۰۸۵               | ۰٫۰۴                        | ۱                     | ۴۱٬۴۶۲             |
| یوکان                 | ۳۳٬۸۹۷     | ۰٫۱۰٪  | ۴۷۴٬۳۹۱                 | ۰٫۰۷                        | ۱                     | ۳۳٬۸۹۷             |
| نوناووت               | ۳۱٬۹۰۶     | ۰٫۰۹٪  | ۱٬۹۳۶٬۱۱۳               | ۰٫۰۲                        | ۱                     | ۳۱٬۹۰۶             |
| کانادا                | ۳۳٬۴۷۶٬۶۸۸ | ۱۰۰٪   | ۹٬۲۵۲٬۱۶۱               | ۳٫۷۳                        | ۳۳۸                   | ۹۹٬۰۴۳             |

منبع: Statistics Canada

## قومیت و نژاد
کانادا، ملتی با گوناگونی قومیت است. برطبق آمار سال ۲۰۰۱، این کشور دارای ۳۴ گروه قومی مختلف بوده که دست‌کم ۱۰۰ هزار نفر جمعیت داشته‌اند. بزرگ‌ترین گروه‌ها در این کشور «کانادایی» با ۳۹٫۴ ٪، انگلیسی – کانادایی ۲۰٫۲ ٪، فرانسوی- کانادایی ۱۵٫۸٪، اسکاتلندی- کانادایی ۱۴٫۰ ٪، ایرلندی- کانادایی ۱۲٫۹٪، آلمانی – کانادایی ۹٫۳ ٪، ایتالیایی – کانادایی با ۴٫۳ ٪، چینی – کانادایی با ۳٫۷٪، اوکراینی – کانادایی با ۳٫۶ ٪ و کشورهای جهان اولی با ۳٫۴ ٪ هستند.
جمعیت بومی این کشور، تقریباً دو برابر باقی ماندهٔ جمعیت در سال رشد دارد. ۱۳٫۴ ٪ رشد جمعیت متعلق به جمعیت اقلیت در سال ۲۰۰۱ مشهود بود. برطبق گفتهٔ دولت فدرال، کانادا دارای بالاترین نرخ سرانهٔ مهاجرت‌پذیری در کل دنیاست. به پدیدهٔ مهاجرت از زوایای مختلفی می‌توان نگاه کرد، تأثیرات اقتصادی آن در کشور کانادا، مهاجرت و دسته‌های مختلف مهاجران، با هم بودن خانواده‌ها و مهاجرت به دلایل انسانی. اغلب این مهاجران به مناطق شهرهای اصلی مثل تورنتو، ونکوور و مونترال جذب می‌شوند.
| ریشه‌های قومی∗         | کانادایی | انگلیسی | فرانسوی | اسکاتلندی | ایرلندی | آلمانی | ایتالیایی | چینی | اقوام اولیه | اوکراینی | هلندی |
| --------------------- | -------- | ------- | ------- | --------- | ------- | ------ | --------- | ---- | ----------- | -------- | ----- |
| کانادا                | ۳۲٫۱     | ۱۹٫۸    | ۱۵٫۴    | ۱۴٫۳      | ۱۳٫۸    | ۹٫۷    | ۴٫۵       | ۴٫۵  | ۴٫۱         | ۳٫۸      | ۳٫۲   |
| انتاریو               | ۲۳       | ۲۴٫۷    | ۱۱٫۲    | ۱۷٫۵      | ۱۶٫۵    | ۹٫۵    | ۷٫۲       | ۵٫۴  | ۲٫۶         | ۲٫۸      | ۴٫۱   |
| کبک                   | ۶۰٫۱     | ۳٫۳     | ۲۸٫۸    | ۲٫۷       | ۵٫۵     | ۱٫۸    | ۴٫۰       | ۱٫۲  | ۳٫۰         | ۰٫۴      | ۰٫۳   |
| بریتیش کلمبیا         | ۱۷٫۷     | ۲۹٫۶    | ۸٫۹     | ۲۰٫۳      | ۱۵٫۲    | ۱۳٫۸   | ۳٫۵       | ۱۰٫۶ | ۴٫۷         | ۴٫۸      | ۴٫۸   |
| آلبرتا                | ۲۱٫۸     | ۲۴٫۹    | ۱۱٫۱    | ۱۸٫۸      | ۱۵٫۸    | ۱۹٫۲   | ۲٫۵       | ۴٫۴  | ۵٫۰         | ۹٫۷      | ۵٫۱   |
| منیتوبا               | ۱۸٫۲     | ۲۲٫۱    | ۱۳٫۱    | ۱۸٫۵      | ۱۳٫۴    | ۱۹٫۱   | ۱٫۶       | ۱٫۵  | ۱۰٫۶        | ۱۴٫۷     | ۴٫۹   |
| نیوفاندلند و لابرادور | ۵۳٫۴     | ۳۹٫۴    | ۵٫۴     | ۶٫۰       | ۱۹٫۷    | ۱٫۲    | ۰٫۲       | ۰٫۲  | ۳٫۱         | ۰٫۱      | ۰٫۳   |
| پرینس ادوارد آیلند    | ۴۴٫۹     | ۲۸٫۷    | ۲۱٫۳    | ۳۸        | ۲۷٫۹    | ۴٫۱    | ۰٫۵       | ۰٫۱  | ۱٫۰         | ۰٫۳      | ۳٫۱   |
| نوا اسکوشیا           | ۳۷٫۶     | ۳۴٫۲    | ۱۸      | ۲۹٫۸      | ۲۴٫۵    | ۱۲     | ۱٫۸       | ۱٫۰  | ۳٫۴         | ۱٫۱      | ۴٫۰   |
| نیوبرانزویک           | ۵۷٫۸     | ۲۳      | ۲۶٫۸    | ۱۷٫۷      | ۱۸٫۹    | ۳٫۸    | ۱٫۷       | ۱٫۱  | ۳٫۳         | ۰٫۱      | ۱٫۸   |
| سسکچوان               | ۲۵       | ۲۴٫۵    | ۱۱٫۴    | ۱۷٫۹      | ۱۴٫۵    | ۲۸٫۶   | ۰٫۵       | ۱٫۰  | ۱۰٫۵        | ۱۲٫۶     | ۳٫۴   |

∗ منشاء قومی براساس آنچه که توسط خود افراد اعلام شده جمع‌آوری شده‌است و لزوماً اصل و نسب واقعی پاسخ دهندگان را توصیف نمی‌کند. بسیاری از پاسخ دهندگان نیز با ریشه‌های قومی متعدد شناخته شده‌اند.
 منبع: "Ethnocultural Portrait of Canada – Data table". Statistics Canada. Archived from the original on 11 December 2020. Retrieved 13 September 2016. اطلاعات بیشتر: "2006 Census release topics".

## ادیان و مذاهب
در این کشور تنوع گوناگونی از مذاهب دیده می‌شود، چرا که مذهب در این کشور آزاد است و آزادی مذاهب جزء یکی از حقوق آن‌ها به حساب می‌آید.
۷۷٫۱ ٪ کانادایی‌ها مسیحی هستند که ٪۴۳٫۶ آن‌ها کاتولیک بوده و بزرگ‌ترین گروه مذهبی کشور را تشکیل می‌دهند. بزرگ‌ترین کلیسای پروتستانها کلیسای «چرچ یونایتد» کانادا است که پروتستان‌ها در آن به عبادت می‌پردازند، در حدود ۱۶٫۵ ٪ از کانادایی‌ها اظهار داشته‌اند که مذهب خاصی ندارند و۶٫۳ ٪ مابقی به مذاهبی غیر از مسیحیت که بزرگ‌ترین آن اسلام است، اعتقاد دارند.
در کشور کانادا، مسئولین استان‌ها و مناطق، مسئول امور آموزشی هستند و بنابراین کانادا دارای دپارتمان آموزش و پرورش در سطح کشوری نیست. هر یک از ۱۳ نظام آموزشی موجود شبیه به هم هستند، واین در حالی است که هر کدام از نظر تاریخچهٔ مذهبی، فرهنگی و جغرافیایی روی هم تأثیر می‌گذارند.
سن قانونی تحصیل در مدارس در سرتاسر این کشور متفاوت است، اما به‌طور کلی تحصیل از سنین ۵ تا ۷ سالگی آغاز و تا ۱۶ و ۱۸ سالگی ادامه می‌یابد. سوادآموزی در افراد بزرگسال این کشور به عهدهٔ دولتهای استانی و مناطق است که بیشترین بودجهٔ مالی را برای دانشگاه‌ها فراهم می‌کنند. علاوه بر این دولت فدرال بودجهٔ اضافه‌ای را نیز برای امر تحقیقات در نظر می‌گیرد. در سال ۲۰۰۲ حدود ۴۳ ٪ کانادایی‌ها، بین سنین ۲۵ تا ۶۴ سال از تحصیلات عالی برخوردار بودند که این میزان درسنین ۲۵ تا ۳۴ سال به ۵۱ ٪ می‌رسده است.